# Георги Свраков
Георги Константинов Свраков е български икономист, професор.

## Биография
Роден е на 12 ноември 1901 г. във Варна. Негов брат е стоматологът Димитър Свраков. През 1924 г. завършва с докторат държавни науки в Берлинския университет. От 1925 г. е асистент, през 1927 г. става доцент, а през 1935 г. – професор във Висшето търговско училище във Варна. В периода 1940 – 1970 г. преподава във Висшия икономически институт в София. Чете лекции по стопанска политика, кооперативно дело, финанси и кредит. Умира на 12 февруари 1985 г.
Автор е на научните трудове:
- „Стопанската същност на кооперацията“ (1930);
- „Теория на търговската политика“ (1936);
- „Митото и държавните финанси“ (1939);
- „Основни начала на финансовата наука“ (1950).[1]